# كيث كاربنتر (لاعب كرة قدم أمريكية)
كيث كاربنتر (بالإنجليزية: Keith Carpenter)‏ هو لاعب كرة قدم أمريكية أمريكي، ولد في 1930.

## وصلات خارجية
- كيث كاربنتر على موقع JustSportsStats.com (الإنجليزية)